# Stan Douglas
Stan Douglas (Vancouver, 11 ottobre 1960) è un artista canadese, fotografo e videoartista.

## Biografia
Stan Douglas è nato nel 1960 a Vancouver, dove ha studiato alla Emily Carr Institute of Art and Design. La sua prima mostra personale è stata nel 1981. Sono numerose le mostre alle quali ha partecipato, tra le quali: Carnegie International (1995), Whitney Biennial (1995), Skulptur Projekte di Münster (1997). Ha partecipato a documenta di Kassel nel 1992, 1997 e 2002.
Ha partecipato all'Esposizione internazionale d'arte di Venezia nel 1990, 2001, 2005, 2019; nel 2022 in rappresentanza del Canada.
Nel 2007 ha ricevuto il primo Hnatyshyn Foundation Visual Arts Award di 25.000 dollari per l'eccellenza nelle arti visive canadesi, presentato da Gerda Hnatyshyn, presidente della Hnatyshyn Foundation.
Nel 2008 ha ricevuto il Bell Award in Video Art.
Dal 2004 al 2006 è stato docente all'Universität der Künste Berlin e dal 2019 è membro del Core Faculty nel Graduate Art Department dell'ArtCenter College of Design di Pasadena.

## Opera
I video di Stan Douglas riflettono gli aspetti dei mass media nella società contemporanea. Spesso si trovano nel suo lavoro delle influenze di Samuel Beckett.